# Eric Baumann

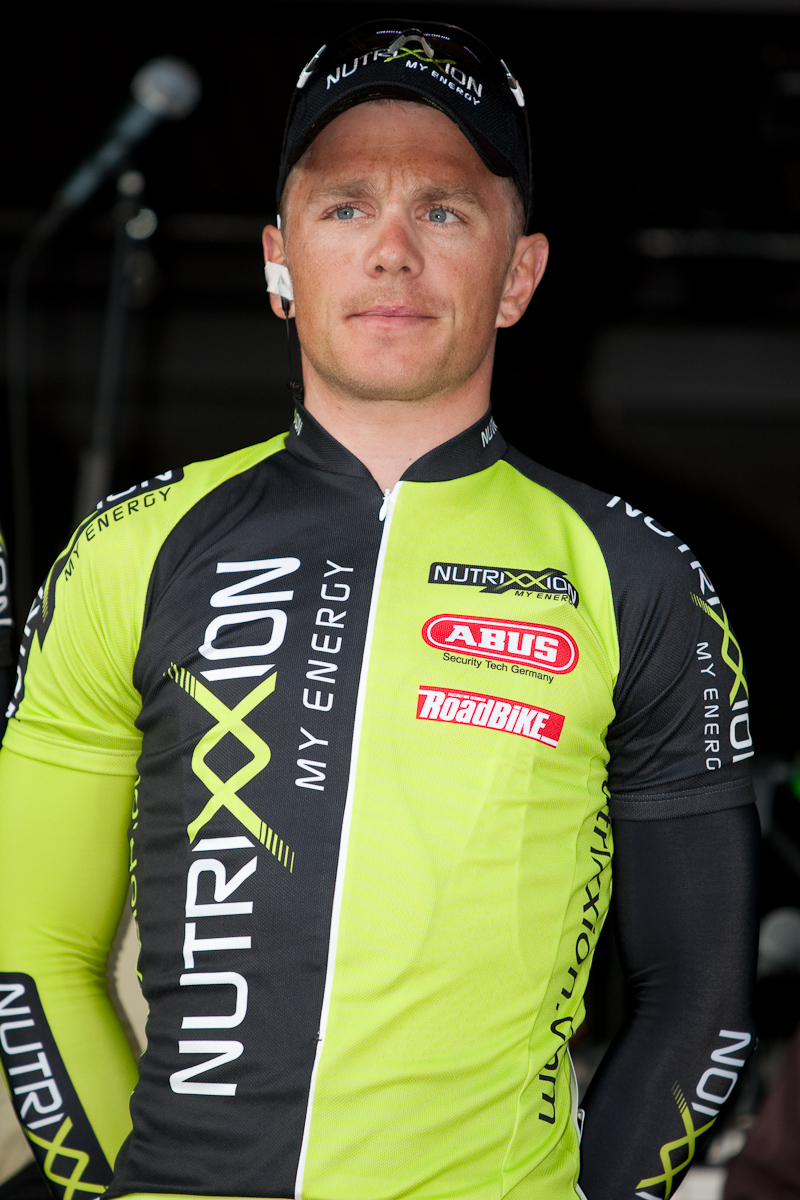
Eric Baumann (2009)

Eric Baumann (* 21. März 1980 in Rostock) ist ein ehemaliger deutscher Radrennfahrer. Er galt als Sprintspezialist.

## Werdegang
Nachdem Baumann jeweils die U23-Versionen von Paris-Roubaix und der Deutschen Meisterschaften 2002 sowie die Silbermedaille der Straßeneuropameisterschaften gewonnen hatte, schloss er sich im Jahr 2003 dem Team Wiesenhof an, für das er einen Etappensieg beim Course de la Solidarité Olympique erzielte.
Von 2004 bis 2007 fuhr er für das T-Mobile Team. Für diese Mannschaft gewann eine 2005 eine Etappe der Luxemburg-Rundfahrt und beendete im selben Jahr mit dem Giro d’Italia seine einzige Grand Tour auf Platz 128. Im Jahr 2007 gewann er eine Etappe und die Sprintwertung der Sachsen-Tour.
In den Jahren 2008 bis 2011 fuhr er für deutsche UCI Continental Teams und UCI Professional Continental Teams, dem Team Nutrixxion Sparkasse und dem Team NetApp. Er gewann in dieser Zeit verschiedene Rennen der UCI Europe Tour, zuletzt das Eintagesrennen Rund um die Nürnberger Altstadt. Baumann siegte 2012 zum Saisonauftakt im Rennen Berlin–Bad Freienwalde–Berlin.
Nachdem er von keinem internationalen Radsportteam einen Vertrag erhalten hatte, beendete er zum Ablauf der Saison 2011 seine internationale Karriere und begann eine kaufmännische Ausbildung.

## Erfolge
| 2000 - Paris–Roubaix (U23) 2001 - Europameisterschaft Straßenrennen (U23) 2002 - Deutscher Straßen-Meister (U23) 2003 - eine Etappe Course de la Solidarité Olympique 2005 - eine Etappe Luxemburg-Rundfahrt | 2007 - eine Etappe und Sprintwertung Sachsen-Tour 2008 - Sparkassen Giro Bochum - Prag–Karlovy Vary–Prag 2009 - zwei Etappen Five Rings of Moscow - eine Etappe Grande Prémio CTT Correios de Portugal 2010 - Sprintwertung Course de la Solidarité Olympique - Rund um die Nürnberger Altstadt |

## Teams
- 2003: Team Wiesenhof
- 2004–2007: T-Mobile Team
- 2008–2009: Team Nutrixxion Sparkasse
- 2010–2011: Team NetApp